# Грей, Джон, 1-й граф Танкервиль
Сэр Джон Грей (англ. Sir John Grey; 1384/91, Уэрк-апон-Твид, Нортумберленд, Королевство Англия — 21 или 22 марта 1421, при Боже, Анжу, Королевство Франция) — английский аристократ, 1-й граф Танкервиль с 1419 года, кавалер ордена Подвязки. Участвовал в Столетней войне (в том числе в битве при Азенкуре), получил от короля Генриха V владения в Нормандии и графский титул. Погиб в битве при Боже. 

## Биография
Джон Грей принадлежал к знатному английскому роду французского происхождения, основатель которого был сподвижником Вильгельма Завоевателя. Джон был вторым сыном сэра Томаса Грея из Хитона и Джоан Моубрей, внуком хрониста Томаса Грея. Владения его семьи располагались на севере Англии, в Дареме и Нортумберленде. Рождение Джона разные историки датируют временем после 1384 года, 1384/91 или 1386 годом, временем до 1391 года.
В течение всей своей короткой жизни Грей принимал активное участие в военных действиях на континенте. В 1411 году он сражался с французами под началом сэра Гилберта де Умфравиля. В 1415 году он высадился в Нормандии вместе с королём Генрихом V, отличился при взятии Арфлёра и в битве при Азенкуре, где взял в плен Шарля д’Артуа, графа Э. В качестве награды Джон получил владения своего старшего брата Томаса, который незадолго до того был казнён за участие в Саутгемптонском заговоре. В 1416 году Грей в качестве рыцаря-баннерета участвовал в морском походе герцога Бедфорда, а в 1417 году снова высадился в Нормандии, выставив под королевские знамёна 40 всадников и 120 лучников. Он участвовал во взятии Кана (1417), в завоевании Котантена под началом Хамфри Глостерского (1418), в осаде Руана (1418—1419). В благодарность за службу Генрих V в 1419 году пожаловал ему титул графа Танкервиль и ряд владений на континенте, сделал его кавалером ордена Подвязки, камергером Нормандии, капитаном ряда городов и замков.
В 1421 году сэр Джон был в составе армии герцога Кларенса, вторгшейся в Мэн и Анжу. 21 или 22 марта у Боже произошло сражение, в котором англичане были разбиты; Грей погиб в схватке. Его тело привёз в Англию сэр Гриффид Воган. Графа Танкервиля похоронили в Уэлшпуле в Поуисе.

## Семья
Джон Грей был женат на Джоан Черлтон, старшей дочери и одной из наследниц Эдуарда, 5-го барона Черлтона и лорда Поуиса, и Алиеноры Холланд. В этом браке родился только один сын, Генри, ставший 2-м графом Танкервилем.
Иногда Джона называют лордом Поуиса по праву жены, но это неверно: Грей пережил тестя всего на восемь дней и не успел вступить в свои права. Сын Джона именовал себя лордом Поуиса, но в парламент его в этом качестве не вызывали.